# Bords
Bords é uma comuna francesa na região administrativa da Nova Aquitânia, no departamento de Charente-Maritime. Estende-se por uma área de 15,47 km². Em 2010 a comuna tinha 1 362 habitantes (densidade: 88 hab./km²).